# Renée Farny

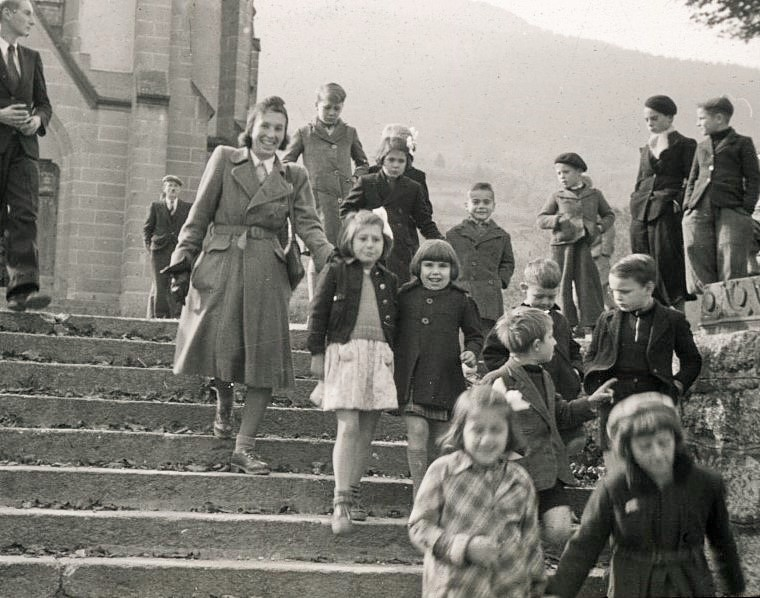
Renée Farny, Saint-Cergues

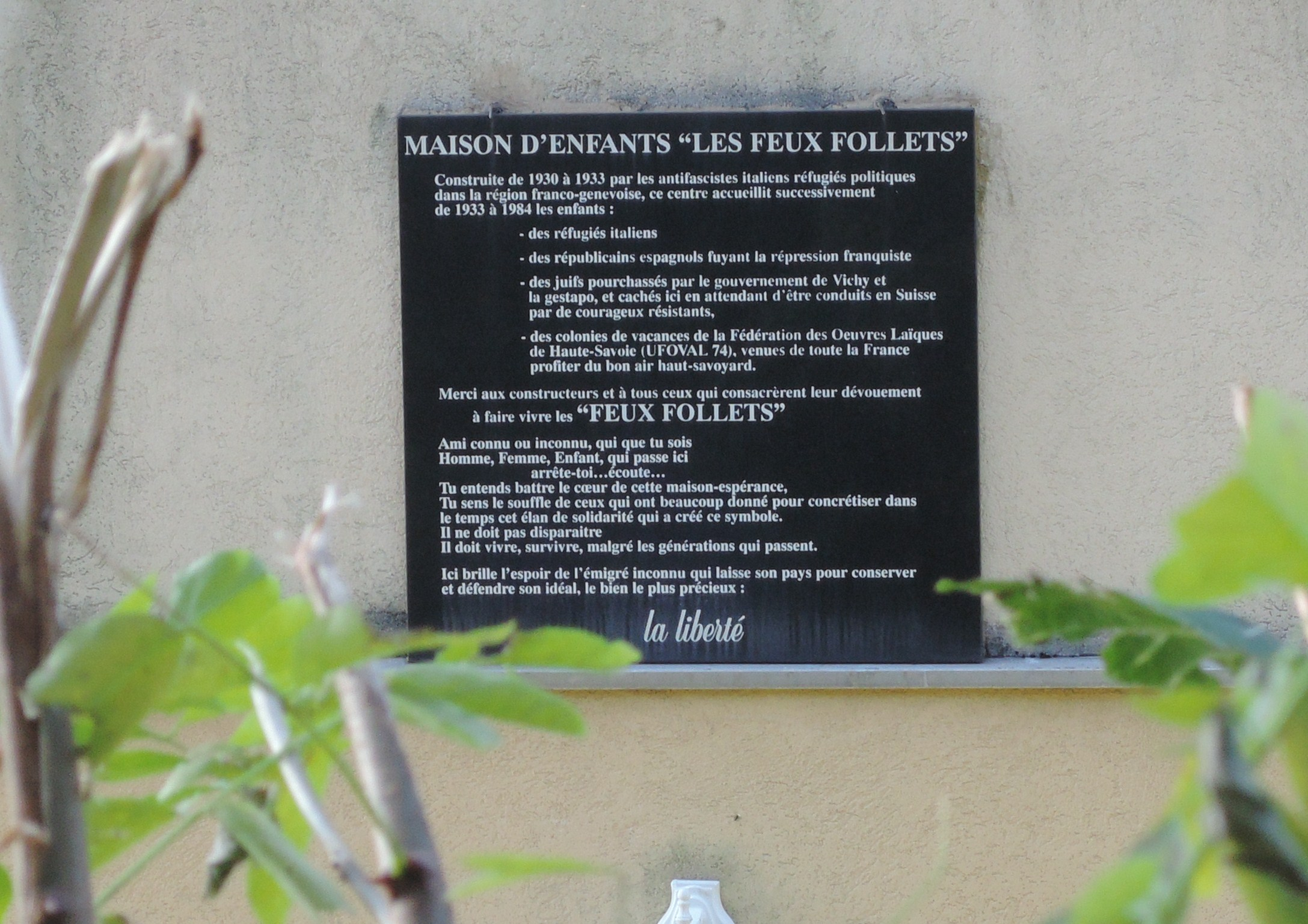
Kinderkolonie Les Feux follets in Saint-Cergues-les-Voirons (2014)

Renée Farny (* 10. Oktober 1919 in Villedômer, Département Indre-et-Loire, Frankreich; † 1. März 1979 in Antibes) war eine Schweizer Sozialarbeiterin. Sie war französisch-schweizerische Doppelbürgerin und besass das Schweizer Bürgerrecht von Unterlangenegg im Kanton Bern und La Chaux-de-Fonds.

## Leben
Renée Farny wuchs als Tochter des Schweizer Regisseurs Alfred Farny von 1921 bis 1939 in Paris auf, wo sie auch studierte. 1939 verbrachte sie ein Jahr in Châteauroux und arbeitete ab Dezember 1940 in Toulouse bei der Schweizerischen Arbeitsgemeinschaft für kriegsgeschädigte Kinder (SAK) (ab 1942 Kinderhilfe des Schweizerischen Roten Kreuzes SRK). Dort arbeitete sie als Sozialarbeiterin bei der Konvoibegleitung, in der Kinderkolonie La Hille, der Maternité suisse d’Elne und den Internierungslagern Argelès und Récébédou (einem Ortsteil von Portet-sur-Garonne).
Im September 1941 wurde sie in der Kinderkolonie „Les Feux follets“  in Saint-Cergues-les-Voirons als Lehrerin und Stellvertreterin der Leiterin Germaine Hommel eingesetzt, wo sie bis zu ihrer Abreise in die Schweiz im Dezember 1943 blieb. Das Haus wurde in den 1930er Jahren von italienischen Antifaschisten gebaut, die nach Annemasse und Genf geflüchtet waren, um als Ferienkolonie für ihre Kinder zu dienen.
Das Dorf Saint-Cergues liegt in unmittelbarer Nähe der Schweizer Grenze, gegenüber der Gemeinde Jussy im Kanton Genf. Im Zweiten Weltkrieg bekamen abgelegene Grenzdörfer eine wichtige strategische Bedeutung als Fluchtrouten für illegale Grenzübertritte (filières de passages clandestins). Neben ihrer beträchtlichen Arbeit im Kinderheim hatten sich Renée Farny, Germaine Hommel und Marthe Bouvard (die Wäscheverantwortliche) auf Anfrage von Rösli Näf bereit erklärt, unter Lebensgefahr bei illegalen Grenzübertritten von zahlreichen Kindern (darunter gefährdete Jugendliche aus der Kolonie Château de la Hille) und Erwachsenen zu helfen, um sie vor der Deportation in die Vernichtungslager zu retten.
Die meist jüdischen Jugendlichen kamen in Saint-Cergues in Dreier- oder Vierergruppen an, wo sie die Nacht verbrachten und am anderen Morgen beim Spaziergang mit den anderen Kindern entlang der Grenze teilnahmen und sich unauffällig absetzten. Mit Hilfe des jungen französischen Bauern Léon Balland konnten sie sich im Wald verstecken und, wenn die Schweizer Grenzpatrouillen anderweitig beschäftigt waren, die Grenze überqueren.
Nachdem Léon Balland als Zwangsarbeiter (Service du travail obligatoire STO) nach Deutschland im Juni 1943 verschickt wurde, konnte er aus dem Zug springen und sich in den Untergrund absetzen. Die drei Frauen führten die illegalen Grenzübertritte ohne ihn weiter und Renée Farny übernahm seine Rolle. Auch nachdem sie vom Ausschuss der SRK-Kinderhilfe nach einem missglückten Fluchtversuch wegen Verletzung des Neutralitätsgrundsatzes des SRK im Februar 1943 – zusammen mit Rösli Näf – versetzt worden war, setzte sie die illegale Fluchthilfe fort.
Als die Deutschen im September 1943 die Region besetzten, wurde der Grenzübergang Tag und Nacht überwacht. Renée Farny machte ihren letzten illegalen Grenzübertritt im Dezember 1943, als sie ihren kranken Vater in der Schweiz besuchte.

## Ehrung
- 1992 erhielten Renée Farny und Germaine Hommel anlässlich einer Feier in Saint-Cergues postum die Medaille «Gerechte der Völker»[2] zusammen mit Marthe Bouvard und dem anwesenden Léon Balland.